# Guido de Summa
Guido de Summa (zm. 1151) – włoski kardynał. Pochodził z Mediolanu. Prawdopodobnie już za pontyfikatu papieża Innocentego II był kardynałem diakonem, a papież Celestyn II mianował go kardynałem prezbiterem San Lorenzo in Damaso na konsystorzu w grudniu 1143. W maju 1149 roku papież Eugeniusz III konsekrował go na biskupa Ostii. Przez wiele lat działał jako legat w Lombardii. Ostatnia sygnowana przez niego bulla nosi datę 14 kwietnia 1150, wiadomo jednak, że żył jeszcze w maju 1151 roku.